# Височко-фојнички партизански одред
Височко-фојнички народноослободилачки партизански (НОП) одред је био је био партизанска јединица у саставу Народноослободилачке војске и партизанских одреда Југославије током Другог светског рата у Босни и Херцеговини. 

## Историјат
Формиран је 17. јула 1943. у Крешеву. Дејствовао је на подручју височког и дела фојмчког и сарајевског среза, западно од реке Босне. За време напада 1. крајишке бригаде на аеродром Рајловац, ноћу 10/11. августа 1943, делови Одреда учествовали су у нападу на железничку станицу Подлугови и на немачку моторизовану колону између Кисељака и Високог. Почетком септембра у одреду су формирани 1. и 2. батаљон, а 9. октобра 1944. и 3. батаљон. У лето 1944. Одред је уништио преко десет
возова са близу двеста вагона, преко 100 камиона и већи број других моторних возила, затим на железничким пругама Сарајево—Лашва и Сарајево—Коњиц успешно је ометао непријатељски саобраћај. Водио је и честе борбе с посадама непријатељских гарнизона у Фојници, Кисељаку, Бусовачи, Лашви, Какњу и Високом. По наређењу Штаба 5. корпуса Влашићки одред је расформиран 8. јануара 1945, а његовим људством попуњене су бригаде 10. дивизије.